# Cotylolabium lutzii
Cotylolabium lutzii – gatunek roślin z monotypowego rodzaju Cotylolabium z rodziny storczykowatych (Orchidaceae). Rośliny są endemitami występującymi w Brazylii w Regionie Południowo-Wschodnim.

## Systematyka
Gatunek sklasyfikowany do podplemienia Spiranthinae w plemieniu Cranichideae, podrodzina storczykowe (Orchidoideae), rodzina storczykowate (Orchidaceae), rząd szparagowce (Asparagales) w obrębie roślin jednoliściennych.